# Carl Vaugoin
Carl Vaugoin (ur. 8 lipca 1873 w Wiedniu, zm. 10 czerwca 1949 w Krems an der Donau) – austriacki polityk prawicowy, kanclerz w 1930.

## Życiorys
W 1894 wstąpił do wojska austro-węgierskiego, pragnąc uzyskać stopień oficerski, został jednak uznany za niezdolnego do służby wojskowej. Później urzędnik. Działacz Austriackiej Partii Chrześcijańsko-Społecznej, którą w reprezentował początkowo w wiedeńskiej radzie miejskiej, a następnie, w latach 1920–1933 w austriackim parlamencie. Pełnił różne funkcje państwowe: w 1921 oraz 1922–1933 minister wojny w kolejnych rządach, w latach 1929–1930 wicekanclerz, a od września do grudnia 1930 kanclerz. Był zwolennikiem umocnienia współpracy rządu z Heimwehrą. W latach 1930–1933 stał na czele Partii Chrześcijańsko-Społecznej. W latach 1933–1936 stał na czele austriackich kolei, po Anschlussie internowany przez nazistów.